# NTTコム ソリューションズ
NTTコムソリューションズ株式会社（NTTコムソリューションズ、英文名称：NTT Com Solutions Corporation）は、かつて存在した法人向けICTソリューション（クラウド、ネットワーク、モバイル、セキュリティ、ITO/BPOなど）のコンサルティング/提案、 基本設計、詳細設計/構築、運用/保守及び、NTTコミュニケーションズ グループ社内システムの維持開発、構築、運用／保守等を行うシステムインテグレーター（ユーザー系）。通称NTTCSOL。
2021年7月1日付で、親会社であるNTTコミュニケーションズに吸収合併された。

## 概要
音声系システム、ネットワークインテグレーション、サーバ系システムエンジニアリング、セキュリティの４つのコアビジネスを提案から設計・構築、保守・運用にいたるまでワンストップで提供するNTTコミュニケーションズの戦略的子会社。
NTTグループと連携し、法人に対するネットワークや通信に関わる幅広い分野で、国内大手企業から各省庁の情報通信システム、国内・国際を含む大規模ネットワークに至るまでの業務を手掛けている。NTT東日本、NTT西日本のPBXの販売代理店業務やNTTドコモの携帯電話等の取次ぎ業務なども行う。

2015年1月1日、NTTコム エンジニアリング株式会社(旧NTTコム　S&E株式会社)より、ソリューション事業を移管・承継、旧NTTコムテクノロジー株式会社のエンジニアリング業務をNTTコム エンジニアリング株式会社に移管。NTTコムグループ内の業務分担の機能見直しにより、エンジニアリング事業は（旧 NTTコムS&E）からNTTコムエンジニアリング株式会社に、ソリューション事業は（旧 NTTコムテクノロジー）からNTTコムソリューションズへ吸収分割による事業再編及び商号変更を実施。これにより、NTTコムソリューションズ株式会社は、NTTコムグループにおけるソリューション事業に特化した中核会社の位置づけとなった。

## オフィス
- 日比谷オフィス：東京都千代田区内幸町
- 幸オフィス：東京都千代田区内幸町
- 大手町オフィス：東京都千代田区大手町
- 一ツ橋オフィス：東京都千代田区一ツ橋
- 秋葉原オフィス：東京都千代田区外神田
- 汐留オフィス：東京都港区海岸
- 汐留シティセンターオフィス：東京都港区東新橋
- 浜松町オフィス：東京都港区浜松町
- 南砂オフィス：東京都江東区南砂
- 東海オフィス：名古屋市東区代官町
- 西日本オフィス（大阪）：大阪市北区堂島
- 西日本オフィス（広島）：広島市中区
- 西日本オフィス（福岡）：福岡市博多区

## センタ
- 札幌ビジネスコンティニュイティセンタ
- 品川オペレーションサービスセンタ

## 沿革
- 1988年4月 - 川崎市幸区に企業通信システムエンジニアリング株式会社として設立。
- 1997年2月 - 東京都品川区に本社移転
- 1998年3月 - システムサービスセンタを本社内に開所。企業通信システムの運用保守フロントビジネスを開始。
- 2003年4月 - 人材派遣免許を取得
- 2007年3月 - NTTコミュニケーションズ株式会社全額出資の会社となる。
- 2007年6月 - NTTコムテクノロジー株式会社に商号を変更
- 2008年2月 - 東京都港区高輪に本社移転
- 2009年2月 - 東海事業所を開設
- 2009年3月 - プライバシーマーク（Pマーク）認証取得（JIS Q 15001:2006）
- 2009年12月 - ITサービスマネジメントシステム（ISO/IEC20000-1:2005,JIS Q20000-1:2007)認証取得（札幌）
- 2010年3月 - 資本金を4億円に増資
- 2010年12月 - 平成22年度IT賞「IT特別賞（サービスマネジメント賞）」受賞
- 2011年12月 - ITサービスマネジメントシステム（ISO/IEC20000-1:2005.JIS Q20000-1:2007 認証取得（品川）
- 2012年10月 - 東京都千代田区猿楽町に本社移転
- 2015年1月 - 吸収分割方式により、NTTコムソリューション&エンジニアリング株式会社のソリューション事業を承継
- 2015年1月 - 資本金を1億円に減資
- 2015年1月 - NTTコムソリューションズ株式会社に商号を変更
- 2021年7月 - NTTコミュニケーションズに吸収合併され解散

## 事業内容
- ネットワークインテグレーション（LAN、WAN、回線デリバリ）
- 音声系システムエンジニアリング（IP-PBX、VoIP、モバイルセントレックス）
- サーバ系システムエンジニアリング（オープン系システム、サーバマネジメント）
- セキュリティ（コンサルティング、オペレーション、モバイルセキュリティ、エマージェンシー・レスキュー）
- アウトソーシング（センターリモート保守、オンサイト保守、ヘルプデスク）
- コンサルティング（総合コンサルティング、業務プロセス可視化、セキュリティコンサルティング）
- ネットワーク・サーバマネジメントシステム開発、提供

## 歴代社長
- - 2018年6月20日　古川公一[1]
- 2018年6月20日　-　菅原英宗[1]